# Françoise Dunand
Françoise Dunand (1934) è un storica francese, professore emerito dell'Università di Strasburgo. È una specialista dell'Egitto greco e romano.

## Carriera
Dal 1981, Françoise Dunand dirige la squadra "Alpha Necropolis" per lo scavo delle necropoli dell'oasi di Kharga in Egitto. Ex membro dell'Institut Français d'Archéologie Orientale (IFAO) del Cairo, ha pubblicato numerosi libri e articoli sulle credenze e le pratiche religiose del tardo Egitto. Dal 1983 ha diretto gli scavi archeologici dell'IFAO nella necropoli del villaggio di Duch nel deserto occidentale dell'Egitto. I risultati di Duch sono in parte presentati nel suo libro Mummies: A Voyage Through Eternity.
Collabora spesso con Roger Lichtenberg, medico e direttore dell'unità di radiologia dell'Institut Arthur Vernes di Parigi. Ha condotto studi antropologici e paleopatologici sulle mummie di Duch, ed è coautore di Les momies: Un voyage dans l'éternité.
Ha partecipato alla stesura dell'opera collettiva La mort et l'immortalité : Encyclopédie des savoirs et des croyances firmando il secondo capitolo intitolato La mort et le devenir du corps, un articolo Des corps sortis du temps.

## Premi
- 1999: Prix Clio per la ricerca archeologica - Premio speciale della giuria per il suo Etude archéologique et anthropologique de la nécropole d'El Deioasis de Kharga
- 2002: Premio Clio per la ricerca archeologica - per il suo Kharga

## Pubblicazioni selezionate
- Françoise Dunand e Roger Lichtenberg, Les momies: Un voyage dans l'éternité, « Découvertes Gallimard » (nº 118), série Archéologie, Éditions Gallimard, 1991.
  - US edition – Mummies: A Voyage Through Eternity, "Abrams Discoveries" series. Harry N. Abrams, 1994
  - UK edition – Mummies: A Journey Through Eternity, 'New Horizons' series. Thames & Hudson, 1994
- Françoise Dunand e Roger Lichtenberg, Les égyptiens, « Les grandes civilisations », Éditions du Chêne, 2004.
- Françoise Dunand e Christiane Zivie-Coche, Gods and Men in Egypt: 3000 BCE to 395 CE, Cornell University Press, 2004.
- Françoise Dunand e Roger Lichtenberg, Mummies and Death in Egypt, Cornell University Press, 2007.
- Françoise Dunand, Isis, mère des dieux, « Babel ». Actes Sud, 2008.

### Opere collettive
- La mort et l'immortalité : Encyclopédie des savoirs et des croyances, Bayard, 2004